# Hamden (Ohio)
Hamden es una villa ubicada en el condado de Vinton en el estado estadounidense de Ohio. En el Censo de 2010 tenía una población de 879 habitantes y una densidad poblacional de 595,41 personas por km².

## Geografía
Hamden se encuentra ubicada en las coordenadas 39°9′35″N 82°31′26″O / 39.15972, -82.52389. Según la Oficina del Censo de los Estados Unidos, Hamden tiene una superficie total de 1.48 km², de la cual 1.47 km² corresponden a tierra firme y (0.18%) 0 km² es agua.

## Demografía
Según el censo de 2010, había 879 personas residiendo en Hamden. La densidad de población era de 595,41 hab./km². De los 879 habitantes, Hamden estaba compuesto por el 99.32% blancos, el 0.46% eran afroamericanos, el 0.11% eran amerindios, el 0.11% eran asiáticos, el 0% eran isleños del Pacífico, el 0% eran de otras razas y el 0% pertenecían a dos o más razas. Del total de la población el 0.68% eran hispanos o latinos de cualquier raza.